# Škrjanče, Mirna
Škrjanče so naselje v občini Mirna.
Škrjanče so deloma gručasto, deloma obcestno naselje severno od Trebnjega na južnem pobočju nizkega zaobljenega hrbta Gabrja, ki se dviga v Zagorico in Trnič (380 m). K naselju spada tudi zaselek Na gmajni. Na vzhodni strani se nahaja dolina Zandol, ki se zajeda med slemeni Gabrje in Suhobrije, s studencem, pri katerem so v preteklosti prali perilo in napajali živino. Na jugu je vlažna in močvirna ravan Loke, po kateri teče deloma regulirana Cedilnica. Prst je malo plodna peščena ilovica, obdelovalne površine so skromne, glavni pridelek pa je krompir. Vaščani imajo vinograde v Žlebini in na Ključu, na zahodu pa naselje obdaja  gozd Kuncok.